# Chickpea filiform virus
Chickpea filiform virus (CpFV) es un virus patogénico de plantas de la familia Potyviridae, que afecta al garbanzo.